# كمال الدين الشهرزوري
كمال الدين الشَهْرَزُوري (492 هـ - 572 هـ / 1099 - 1176 م) هو قاض فقيه و أديب ، من أهل الموصل.
هو أبو الفضل محمد بن أبي محمد عبد الله بن أبي أحمد القاسم الشهرزوري الملقب كمال الدين الفقيه الشافعي. ولد في الموصل بالعراق، وتولى قضاءها.
انتقل إلى دمشق، فولاه نور الدين محمود بن زنكي الحكم فيها.
توفي بدمشق.